# Tornade à vortex multiples

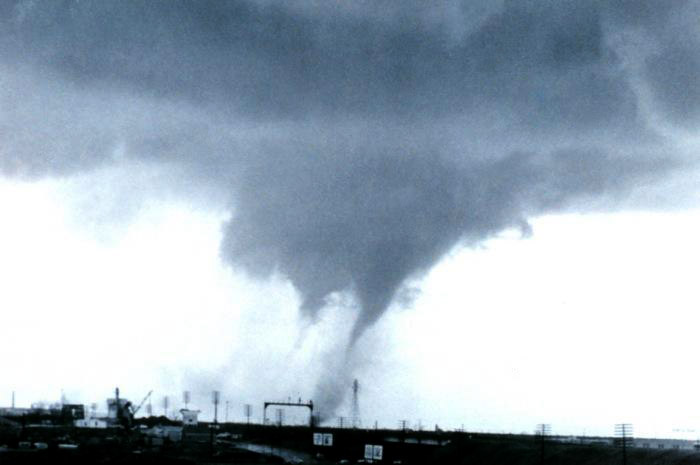
Tornade à vortex multiples près de Dallas (Texas), le 2 avril 1957.

Une tornade à vortex multiples, ou tornade à multi-vortex, désigne une tornade composée de plusieurs tourbillons tournoyant autour, à l'intérieur, et partie intégrante du vortex principal. Les tornades à vortex multiples ne doivent pas être confondues avec les familles de tornades, soit une série de tornades produites cycliquement par un orage supercellulaire de longue durée de vie. Celles-ci proviennent soit du même tourbillon mais à des temps différents ou de tourbillons secondaires dans le nuage.

## Principe
Les zones de succion multiples sont des sous-structures de beaucoup de tornades mais ne sont pas toujours visibles. Ils apparaissent à la base de l'entonnoir nuageux quand la tornade touche le sol. Les différents vortex se développent quand l'entonnoir se trouve divisé par la rencontre des flux ascendants et descendants de l'orage. Ces tourbillons sont, en quelque sorte, similaires aux méso-vortex du mur de l'œil présents dans les cyclones tropicaux intenses et peuvent aussi se voir dans les tourbillons de poussière.
Ces tourbillons tournent habituellement autour d'un centre commun, ou tournent parfois les uns autour des autres. Les tornades à multi-vortex sont ainsi souvent à l'origine de dommages particulièrement sévères. Selon les études, la différence de rotation entre deux tourbillons peut en effet ajouter jusqu'à 160 km/h au vent au sol en un endroit ce qui produit des dommages très localisés et intenses. Il est estimé que ces tornades sont responsables de la plupart des zones de dégâts en arcs où la destruction est extrême alors que la zone externe à l'arc n'est presque pas touchée. Les sous-vortex sont en moyenne au nombre de deux à cinq et durent moins d'une minute chacun.

## Exemples
La tornade de 2011 à Joplin d'intensité EF-5 est un bon exemple de tornade à vortex multiples. La tornade au diamètre le plus important jamais enregistré est une tornade à vortex multiples. Cette tornade a frappé la ville de El Reno, en Oklahoma aux États-Unis, le 31 mai 2013, emportant la vie de Tim Samaras, son fils Paul, et leur collègue Carl Young, de la société TWISTEX. Cette tornade possédait une profondeur de 2,6 miles (4,2 km) et des vents maximum enregistrés à plus de 295 miles par heure (475 km/h).